# Eduardo Vasconcelos (athlétisme)
Pour les articles homonymes, voir Vasconcelos.
Eduardo de Oliveira Vasconcelos (né le 23 février 1982) est un athlète brésilien, spécialiste du 400 mètres. 

## Biographie

### Palmarès
| Date | Compétition                    | Lieu           | Résultat | Épreuve   | Performance   |
| ---- | ------------------------------ | -------------- | -------- | --------- | ------------- |
| 2006 | Championnats d'Amérique du Sud | Tunja          | 2e       | 400 m     | 46 s 65       |
| 2006 | Championnats d'Amérique du Sud | Tunja          | 1er      | 4 × 400 m | 3 min 03 s 05 |
| 2007 | Championnats d'Amérique du Sud | São Paulo      | 1er      | 4 × 400 m | 3 min 04 s 36 |
| 2007 | Jeux panaméricains             | Rio de Janeiro | 6e       | 4 × 400 m | 3 min 05 s 87 |
| 2009 | Championnats d'Amérique du Sud | Lima           | 4e       | 400 m     | 47 s 22       |
| 2009 | Championnats d'Amérique du Sud | Lima           | 2e       | 4 × 400 m | 3 min 06 s 85 |
| 2010 | Championnats ibéro-américains  | San Fernando   | 4e       | 400 m     | 46 s 05       |
| 2010 | Championnats ibéro-américains  | San Fernando   | 2e       | 4 × 400 m | 3 min 05 s 43 |

### Records
| Épreuve    | Performance | Lieu  | Date        |
| ---------- | ----------- | ----- | ----------- |
| 400 mètres | 45 s 60     | Belém | 19 mai 2010 |